# Canton de Digosville
Le canton de Digosville est une ancienne circonscription administrative de la Manche.